# الکساندر مورس
الکساندر مورس (فرانسوی: Alexandre Moors‎؛ زادهٔ ۱۹۷۲ (۵۲–۵۳ سال)) کارگردان، نویسنده، اهل فرانسه است.